# Michelle Williams (actriz)
Michelle Ingrid Williams (Kalispell, Montana, 9 de septiembre de 1980) es una actriz estadounidense. Ganadora de un Premio Primetime Emmy y dos Premios Globo de Oro, también ha sido nominada a los Premios Tony y Premios Óscar. 
Desde pequeña comenzó a actuar en producciones locales hasta que en 1994 hizo su debut en la película Lassie. Saltó a la fama por su interpretación de Jennifer Lindley en la serie de televisión Dawson's Creek (1998–2003). Por su participación en las películas Brokeback Mountain (2005) y Manchester by the Sea (2016) recibió nominaciones de los Premios Óscar a la mejor actriz de reparto, y por las películas Blue Valentine (2010), Mi semana con Marilyn (2011) y Los Fabelman (2022) recibió nominaciones a mejor actriz.
En teatro, comenzó en Broadway, con la reposición del musical Cabaret (2014) y en la obra dramática Blackbird  (2016), por la que recibió una nominación al Premio Tony a la mejor actriz en una obra. Además cuenta con dos nominaciones a los Premios Primetime Emmy a la mejor actriz de miniserie o telefilme, gracias a Fosse/Verdon (2019) y a Dying for Sex (2025), ganándolo en una ocasión.

## Biografía

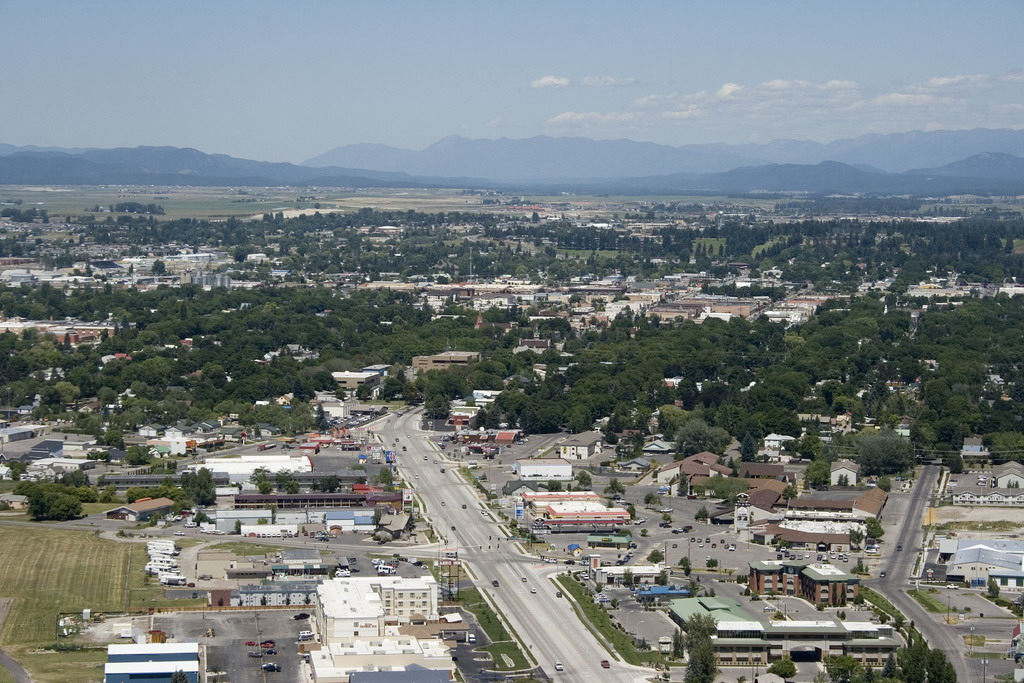
Vista panorámica de Kalispell, Montana, ciudad donde nació Williams.

Michelle Williams nació en Kalispell, Montana, el 9 de septiembre de 1980. Sus padres son Carla Ingrid Williams (de soltera Swenson), ama de casa, y Larry Richard Williams, agente de bolsa de materias primas y autor, quien ha sido también candidato al Senado de los Estados Unidos, en dos ocasiones, por el partido republicano. Michelle Williams tiene ascendencia noruega.
Cuando Williams tenía nueve años, se mudó con su familia a San Diego, donde comenzó su interés por la interpretación a una edad temprana. En 1993, hizo un papel en la serie Baywatch y un año después debutó en el cine en la película Lassie. A los 15 años, con la aprobación de sus padres, solicitó su emancipación legal, para poder seguir su carrera como actriz con menos interferencia de las leyes sobre trabajo infantil. Para cumplir con las pautas de la emancipación, completó su educación secundaria en nueve meses a distancia. Más tarde manifestó no haber recibido una educación adecuada.

## Carrera

### 1993–1999:Dawson's Creeky primeros papeles
Williams comenzó su carrera en la década de 1990, haciendo apariciones especiales en programas de televisión como Los tuyos y los míos y Mejorando la casa. Después de su emancipación, se mudó a Los Ángeles, a la ciudad de Burbank. La actriz debutó en la película de aventura Lassie (1994). En Species (1995), ella jugó un papel como la versión más joven de Sil, un alien-humano que crece rápidamente hasta convertirse en un monstruo interpretado por Natasha Henstridge. Después de esto, Williams hizo apariciones en las películas hechas para la televisión My son is innocent (1996), que vio su tránsito al mundo laboral más dramático, como en Killing Mr. Griffin (1997) o A Thousand Acres (1997), coprotagonizado junto a Michelle Pfeiffer y Jessica Lange.
En 1997, descontenta con los roles que se le ofrecían, los amigos de Williams y varios actores escribieron un guion titulado Blink. Se vendió, pero no pasó nada con él. A los diecisiete años, consiguió un papel destacado en Dawson's Creek como Jen Lindley el papel que la hizo famosa y con el cual se relacionaban ya que ambas crecieron "demasiado rápido". Para el rodaje de la serie semiautobiográfica sobre la base de su creador, la infancia de Kevin Williamson, se mudó a Carolina del Norte. En una entrevista con USA Today, ella describió su personaje como "esta estable, feliz y despreocupada joven, todavía luchando con los demonios". Michelle dijo que el estar en Creek le permitió elegir sus proyectos. El programa duró de 1998 a 2003 y también estaba protagonizado por James Van Der Beek, Joshua Jackson, Kerr Smith y Katie Holmes. Williams recordó de trabajar en el programa 
Su primera producción convencional fue en la película Halloween H2O: Veinte años después (1998). Fue un éxito financiero, por lo que recaudo $55 millones en contra de sus $17 millones de presupuesto. Su primer papel protagonista fue en la película Dick (1998), junto a Kirsten Dunst. La película es una parodia, recordando el escándalo de Watergate, que llevó a la renuncia del presidente de EE. UU. Richard Nixon. Williams comenzó a hacer un trabajo más desafiante, a partir de una pequeña parte en Pero soy un Cheerleader, dirigida por Jamie Babbit. Williams pasó el verano de 1999 protagonizando la obra de teatro off-Broadway titulada Killer Joe.

### 2000–2005:Brokeback Mountainy películas independientes
Michelle apareció en la secuela de la película de HBO, Mujer contra Mujer: Si las paredes hablasen 2 (2000). Dividido en tres secciones separadas, cada una de ellas sigue las historias de parejas de lesbianas en diferentes períodos de tiempo. Williams y Chloë Sevigny aparecen en el segundo segmento, que reveló amargas divisiones en el movimiento feminista durante 1972. Mientras que el crítico de Entertainment Weekly, Ken Tucker, elogió a Sevigny, dijo que Williams había exagerado su personaje "afán sonriente a ser malo".
A partir de entonces, la actriz comenzó a trabajar en películas independientes, que atrajeron a audiencias más pequeñas. "Siento que no he estado trabajando de una manera particularmente llamativa o visible", reflexionó ella a la revista Vogue. En Me Without You (2001), Williams coprotagonizó junto a Anna Friel. La película nos narra la historia de amistad de Marina y Holly, dos íntimas amigas desde la época del colegio en Londres allá por 1974. Inseparables desde entonces a pesar de sus diferentes caracteres, la madurez, su paso por la universidad y la atención de los chicos pondrán a prueba sus fuertes lazos de amistad. La recepción de la película fue dividida. Al año siguiente,  Williams volvió al teatro en la producción dramática de Mike Leigh, Smelling a Rat. También protagonizó la película, Prozac Nation (2002), protagonizada por Christina Ricci y basada en la autobiografía, del mismo nombre, de Elizabeth Wurtzel. Se trataba de su lucha con la depresión mayor. Cuando se le preguntó sobre si su papel de compañera de habitación era interesante para interpretar, Williams dijo: 

"Creo que lo que necesitaba era ser útil. Alguien de pie como este [golpea la mano] para que [Ricci] pudiera seguir golpeando en su contra."[cita requerida]

Después de que Dawson's Creek terminase en 2003, Williams admitió tener dificultades para encontrar los roles correctos. Ese mismo año, interpretó a Varya en una de las obras de Chéjov, El jardín de los cerezos con Jessica Chastain y Linda Edmond en el Festival de Teatro de Williamstown. Además, tuvo un papel en El crimen de Leland, con Ryan Gosling como un asesino de un chico joven. Williams protagoniza como la hermana en duelo de la víctima. Las críticas fueron en su mayoría negativas, con Liam Lacey de The Globe and Mail, llamándolo "ni una película perspicaz ni bien hecha". Williams completó el año en Vías cruzadas. Una comedia dramática, sonre un enano, Finbar McBride (Peter Dinklage), que vive en una estación de tren abandonada, y comienza una amistad con la bibliotecaria interpretada por Williams. Todos los miembros del elenco, entre ellos Bobby Cannavale y Patricia Clarkson, fueron nominados para un Premio del Sindicato de Actores al Mejor Reparto en una película.

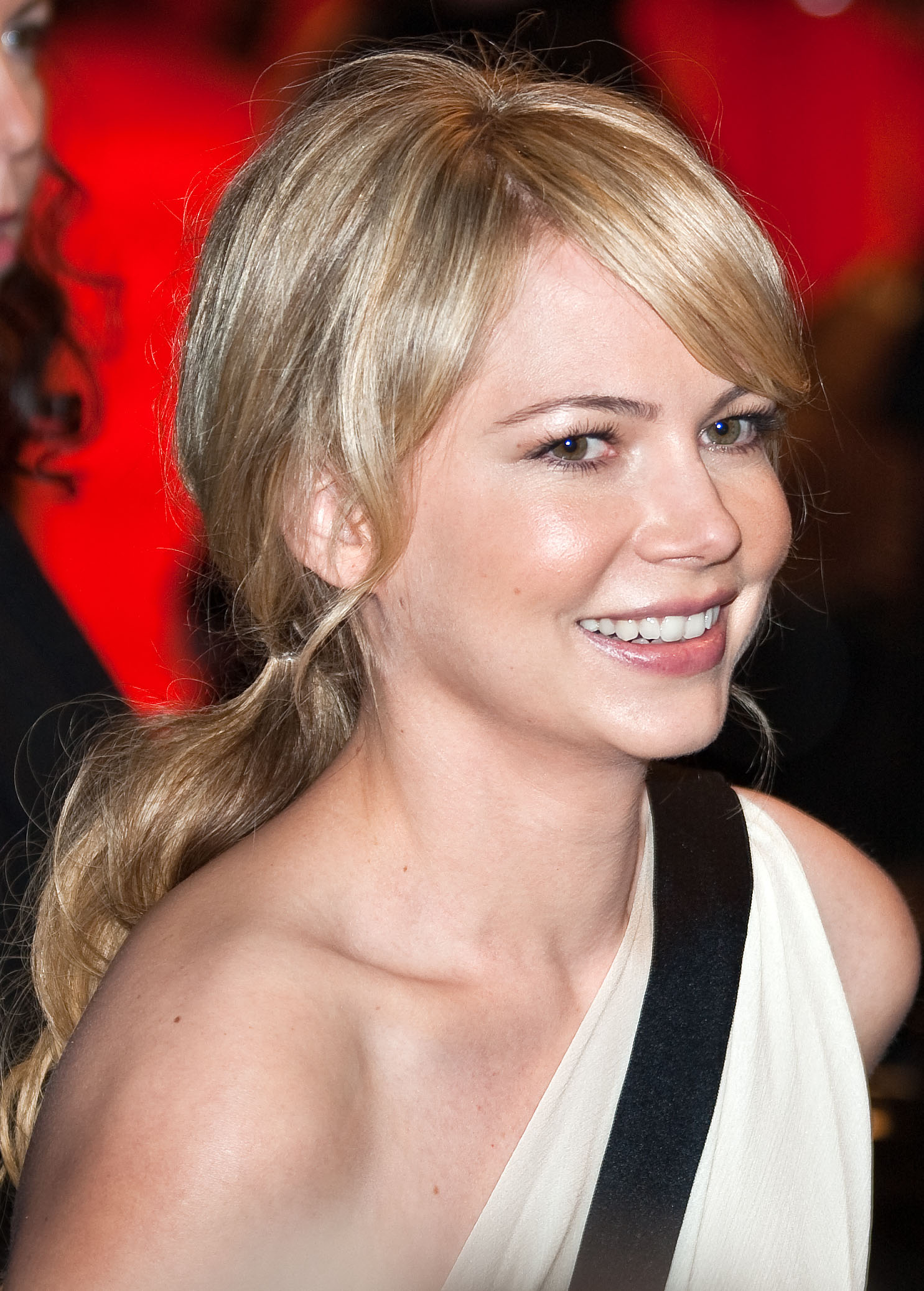
Michelle Williams en la premier de La Isla Siniestra en 60th Festival Internacional de Cine de Berlín.

Wim Wenders escribió el film Tierra de abundancia (2004), una historia que trata sobre la ansiedad y desilusión en una América luego del atentado del 11 de septiembre del 2001. Michelle aceptó el papel de Lana, una trabajadora en un refugio para indigentes que trata de mantenerse en contacto con su tío (John Diehl), un veterano de Vietnam, a pesar de tener puntos de vista muy diferentes. Los Independent Spirit Awards en 2006 la nominaron como Mejor Actriz.
Su próxima película fue Imaginary Heroes (2005), centrado en torno al efecto del suicidio de un hijo en su familia suburbana. Y posteriormente apareció en la película A Hole in One como Anna Watson interpretó a una mujer obsesionada con la salud mental. Actuó junto a Meat Loaf y fue dirigida por Richard Ledes. Por otro lado, volvió al género de la comedia, protagonizando The Baxter, junto a escritor/director Michael Showalter. La película recibió críticas negativas en su mayoría, pero los críticos alabaron a Williams. La película de Showalter fue lanzada el 26 de agosto donde ganó el fin de semana de apertura $37.000 antes de ir a recaudar más de $180,000 en el país.

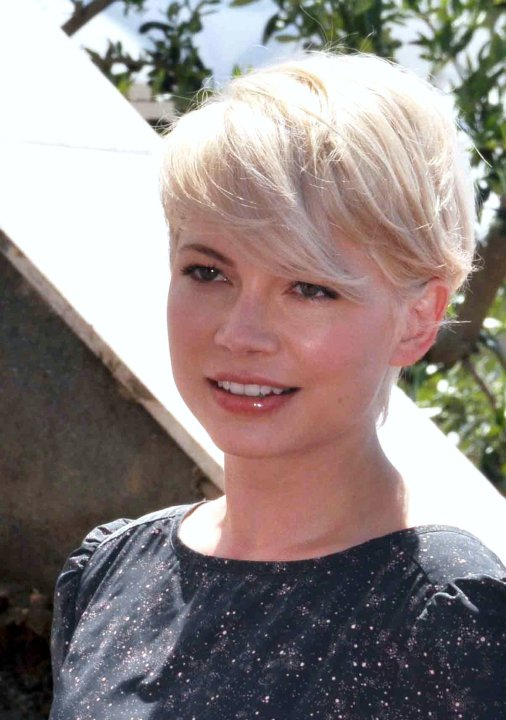
Michelle Williams en el Festival de Cine de Cannes en 2010

En el 2005, obtuvo el papel de Alma Del Mar en la película de Ang Lee, Brokeback Mountain, por el cual Williams ganó reconocimiento público. La película muestra la relación homosexual entre Ennis Del Mar y Jack Twist (Heath Ledger y Jake Gyllenhaal). Su personaje, Alma, es la esposa de Ennis (Ledger), quien descubre la relación entre su marido y Jack al verlos besarse. Después de ver Vías cruzadas, la directora de casting, Avy Kaufman, sugirió a Lee a Michelle para el personaje de Alma. La película fue un éxito de taquilla, recaudando alrededor de $178 millones a nivel mundial en ingresos por venta de entradas, contra $14 millones del costo de producción. La película recibió ocho nominaciones Oscar, incluyendo una nominación a mejor actriz de reparto para Williams; y ganó tres premios en la 78.ª entrega de la Academia. El vestido azafrán de Vera Wang que lució en los premios de la Academia en marzo de 2006 ha sido citado por la revista Cosmopolitan como uno de los mejores vestidos de los Oscar de todos los tiempos. Además por su actuación recibió un Critics Choice Award y nominaciones a los premios Globos de Oro, BAFTA como mejor actriz de reparto.

### 2006–2010: Cine de autor y otros papeles
Williams regresó con The Hawk Is Dying (2007), también protagonizada por Michael Pitt. La historia habla de George (interpretado por Paul Giamatti) tratando de encontrar un sentido a su vida mediante la formación de un halcón salvaje de cola roja. Michelle Williams fue elegida para interpretar a la novia del personaje de Pitt, la única persona que entiende la creciente obsesión de George.

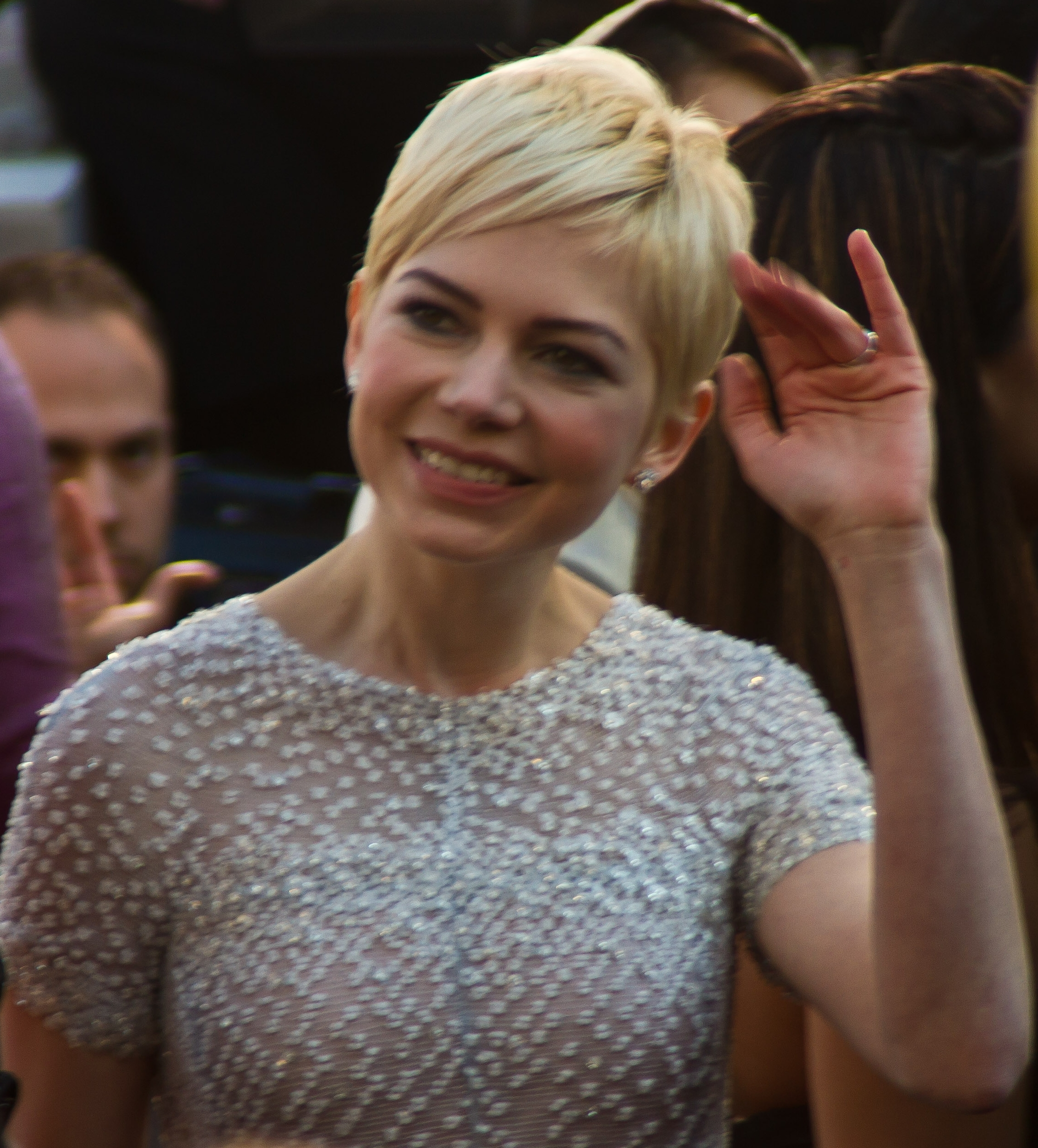
Michelle Williams en la 83rd entrega de Premios de la Academia

Cinco meses después de dar a luz, Williams estaba de vuelta en frente de la cámara para The Hottest State, una película de Ethan Hawke adaptado de su libro de 1996. Los críticos le dieron críticas negativas por ser demasiado pretencioso. Posteriormente ha participado en I'm Not There (película biografía de Bob Dylan) donde interpreta el personaje de Edie Sedgwick, musa de Andy Warhol. En octubre de 2006, firmó para interpretar a una rubia conocida como S, que seduce al personaje de Ewan McGregor en Deception (La lista) un thriller erótico que también cuenta con la participación de Hugh Jackman. Para esta última película los tres protagonistas rodaron algunas escenas en Madrid. Además ella y Ewan trabajaron juntos en Incendiary, un fil que trata sobre las consecuencias de un ataque terrorista en un partido de fútbol, y está basada en un libro de 2005 de Chris Cleaves que lleva el mismo nombre. Michelle interpreta a la mujer adúltera protagonista que pierde a su marido y a su hijo en el accidente. En The Independent, Robert Hanks evaluó que era "descuidado" y dijo que Williams merecía algo mejor.
Impresionado por su trabajo en Dick, el guionista Charlie Kaufman unió a Williams a su elenco para su debut como director de  Synecdoche, New York, con un reparto que contaba con Philip Seymour Hoffman y Emily Watson. Un fracaso en taquilla pero fue elogiado en los medios de comunicación. Luego le siguió Wendy y Lucy, un aclamado de bajo presupuesto, discreto drama dirigido y coescrito por Kelly Reichardt, trata sobre Wendy (Williams), una vagabunda que busca iniciar una nueva vida que luego de una serie de sucesos pierde a Lucy su perra y emprende su búsqueda. A diferencia de otros, incluyendo el director, Williams no encontró la película deprimente. 

"Personalmente me gusta ver ese tipo de películas. Las encuentro reconfortante porque me hacen sentir menos sola."

 The Toronto Film Critics Association Awards la nominaron en 2008 como Mejor Actriz.

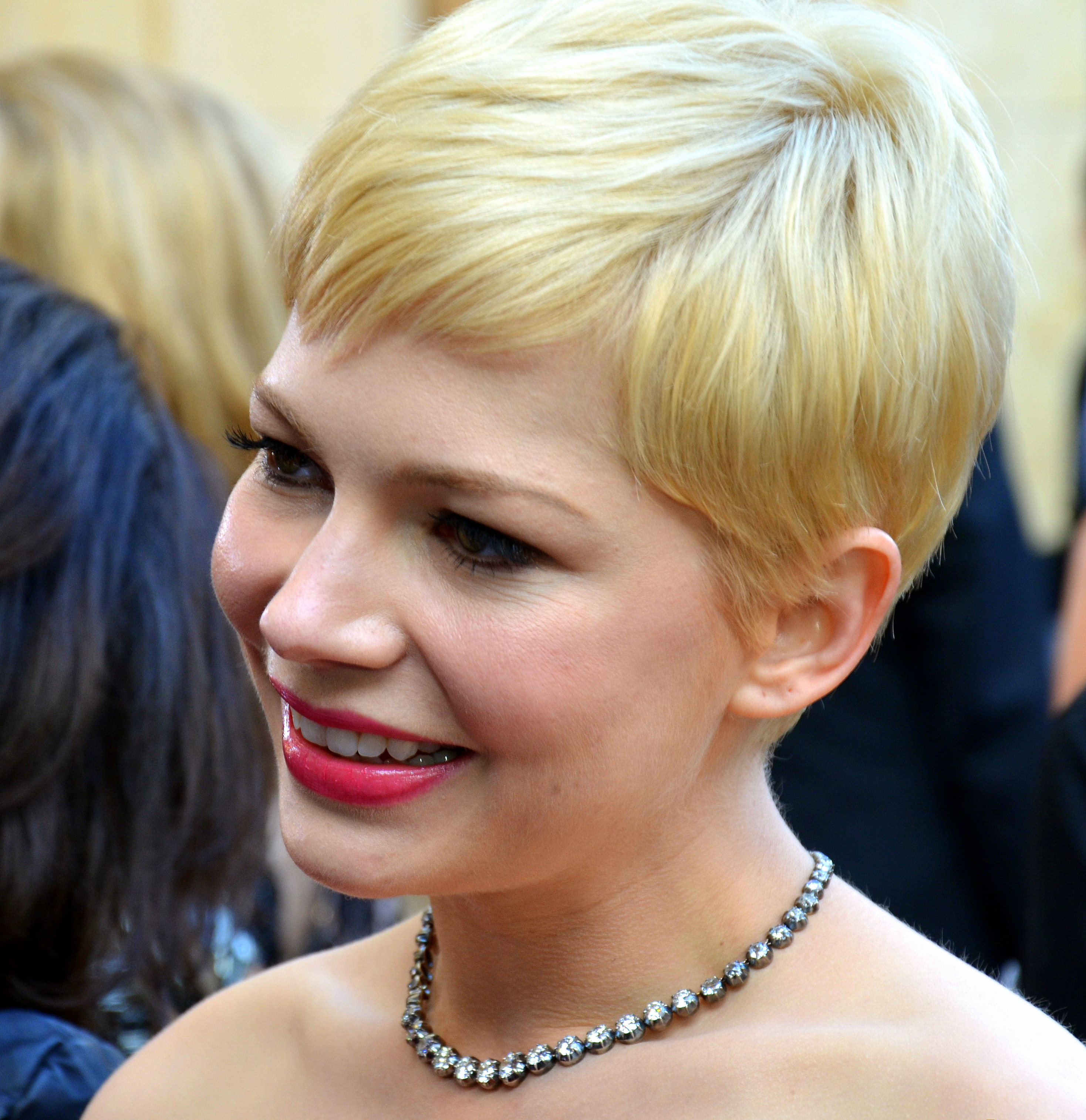
Michelle Williams en la alfombra roja de la 84th entrega anual de los Premios de la Academia

La filmación de Mamut (2009) llevó a Williams a lugares en Suecia, Tailandia y Filipinas junto a Gael García Bernal. Es un drama familiar y social ambientado en varios escenarios internacionales, con mucho realismo de ambientación, que muestra las diferentes formas de vida, en especial, en lo concerniente al cuidado y relación con los hijos y las distintas expectativas de vida presente y futura de estos. Fue la primera película en idioma inglés de Lukas Moodysson y se encontró distribución a través de IFC Films.
Grabó junto a Leonardo DiCaprio la película Shutter Island, en donde hace de su esposa, Dolores Chanal. La película está dirigida por Martin Scorsese, un thriller psicológico basado en la novela best-seller del año 2003 de Dennis Lehane que lleva el mismo nombre (Shutter Island). Originalmente la película se estrenaría en octubre del 2009 pero su fecha de lanzamiento fue el 19 de febrero de 2010. La película fue un éxito en la taquilla. En diciembre del mismo año, actuó junto a Ryan Gosling, como parte de una pareja casada luchadora en el drama romántico Blue Valentine. El cineasta Derek Cianfrance hizo vivir juntos durante el día a Williams y Gosling por un mes para entrar en el personaje. Más tarde Michelle dijo que la experiencia fue estupenda y deseó haberlo apreciado más. La película se mostró en Festival de Cine de Sundance 2010, Festival de Cannes y en el Festival de Cine de Londres, la película fue un éxito entre los críticos. Ambos actores fueron alabados con elogios y premios. El columnista AO Scott de The New York Times escribió: 

"La señora Williams y el Sr. Gosling son ejemplos del nuevo método de sinceridad, capaces de estar plena y dolorosamente presentes en cada momento en la pantalla juntos."

 Por su actuación como Cindy, que se ha cansado de la ausencia y adicciones de su marido, le valió nominaciones como Mejor Actriz en los premios Globos de Oro y Oscar.
Meek's Cutoff fue grabada en Burns, Oregón y dirigida por Kelly Reichardt. Se basa en un hecho histórico en el rastro de Oregón en 1845, en el que en la frontera Stephen Meek encabezó una caravana en un viaje malogrado por un desierto. Después de estrenarse durante el 67.º Festival Internacional de Cine de Venecia la película tuvo un lanzamiento limitado en los cines a partir del 8 de abril de 2011.

### 2011–2016:My Week with Marilyny Broadway
En 2011 protagonizó Mi semana con Marilyn donde interpreta el papel protagónico como Marilyn Monroe, papel que se disputó junto con las actrices Kate Hudson, Scarlett Johansson y Amy Adams. Mi semana con Marilyn es un drama británico basada en dos novelas de Colin Clark, los cuales narran la realización de la película El príncipe y la corista, que fue protagonizada por Marilyn Monroe (Williams) y Laurence Olivier (Kenneth Branagh) en 1957. Inicialmente aterrorizada ante la idea de asumir el papel, ella rechazó la oferta. «Física y verbalmente, todo en ella es diferente a mí», explicó. Finalmente, se encontró con que la oferta era demasiado buena para dejarla pasar. Williams tomó clases de canto para poder cantar en la película ya que con playback era incómodo. Con su interpretación de Marilyn Monroe ganó el Globo de Oro a la Mejor Actriz en una Película Musical o Comedia y obtuvo una nominación para los Premios Óscar 2011 como Mejor Actriz.
Su siguiente actuación fue en Take This Waltz (2011), dirigida por Sarah Polley en Canadá, que se centra en una joven pareja (Williams y Seth Rogen), y su trato con la monogamia y la fidelidad. Durante 2011, se informó de que Williams firmó un contrato para protagonizar la película de Walt Disney Pictures Oz the Great and Powerful, una precuela en 3-D que se fue estrenada en 8 de marzo de 2013 y fue dirigida por Sam Raimi y coprotagonizada por James Franco, Rachel Weisz y Mila Kunis.

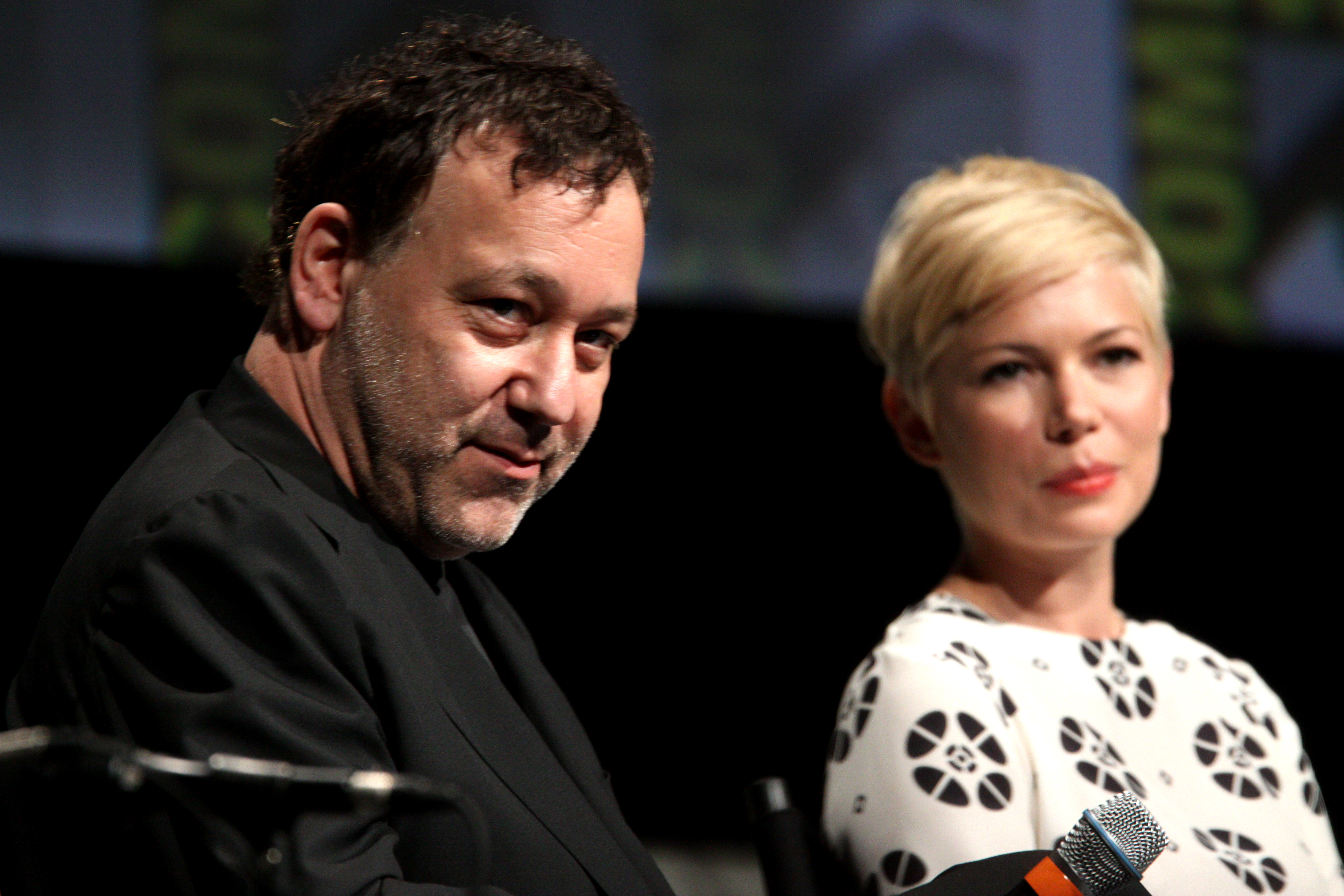
Sam Raimi y Michelle Williams en la Convención Internacional de Cómics de San Diego (2012)

En el mes de octubre de 2012 se anunció que Williams será la protagonista de la adaptación de Suite française, basada en la novela póstuma de Irène Némirovsky. Será escrita y dirigida por Saul Dibb mientras que los actores Kristin Scott Thomas y Sam Riley la co-protagonizan. Williams interpretara a Lucille Angellier, una chica francesa que vive bajo la ocupación alemana y que se enamora de un oficial alemán que además es músico. El estreno del film se dio a fines del 2014.

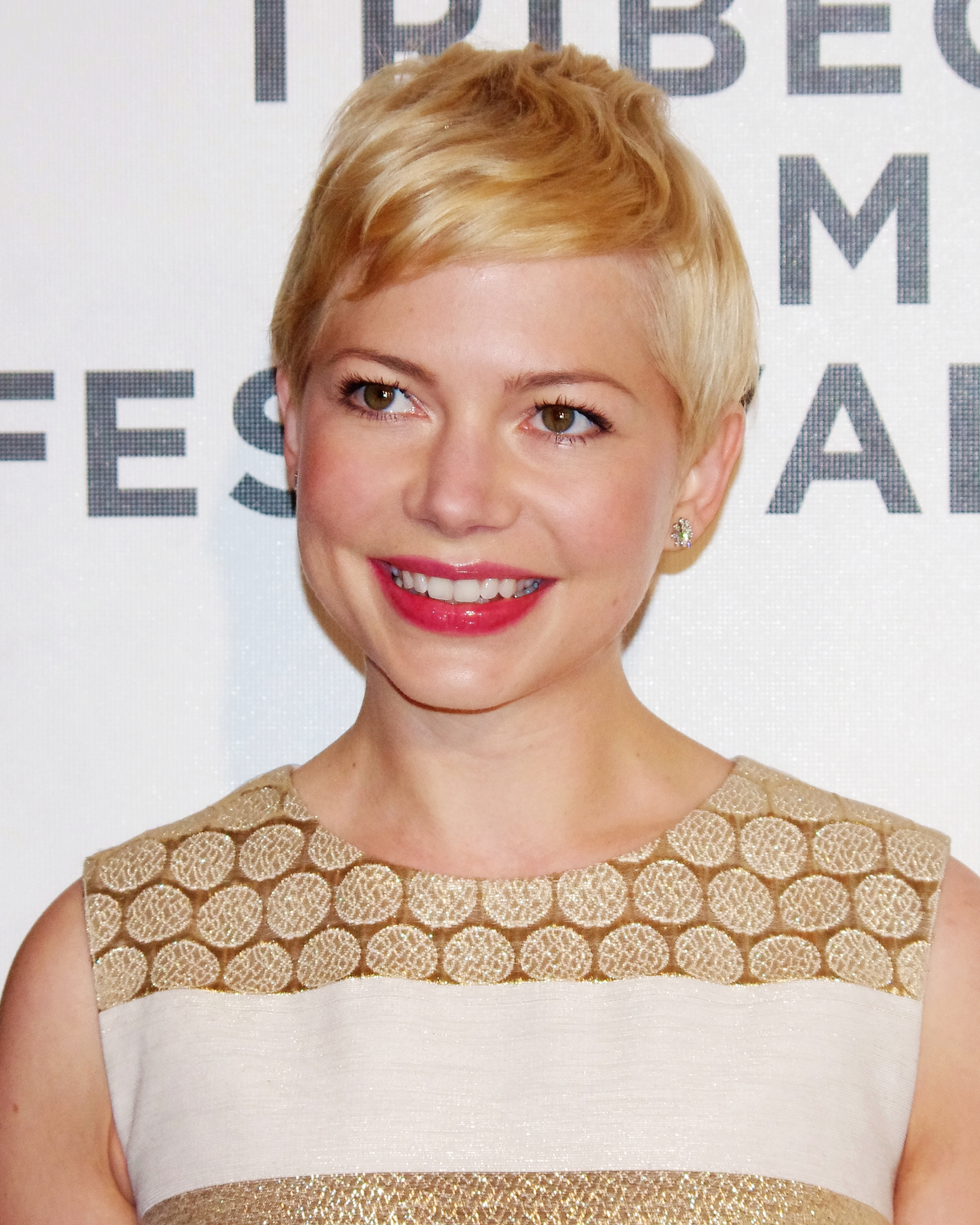
Williams en la premier de Take This Waltz en el Festival Tribeca 2012

En diciembre de 2012 se confirmó la participación de Williams en la película The Double Hour un remake de una cinta italiana de 2009, La Doppia Ora. La nueva versión ha sido escrita y será realizada por Joshua Marston y contara con la participación del actor Joel Edgerton. El film es un thriller romántico en el que un expolicía y una camarera de hotel se enamoran después de reunirse en un evento de citas rápidas. Después de irse a casa del expolicía para una velada romántica, son emboscados por una banda en la que la chica parece estar involucrada. Su estreno fue en 2014.
En julio de 2013 Michelle se convirtió en el rostro de la campaña de los bolsos W y Capucine de Louis Vuitton. La campaña fue fotografiada por Peter Lindbergh. Esta campaña es la primera que consigue la actriz. Volvió a posar para la marca y el fotógrafo para la nueva colección de Capucines y Lockit, dos de los iconos de Louis Vuitton, con nuevos colores, acorde con las tendencias. La campaña salió a la luz en octubre de 2014.

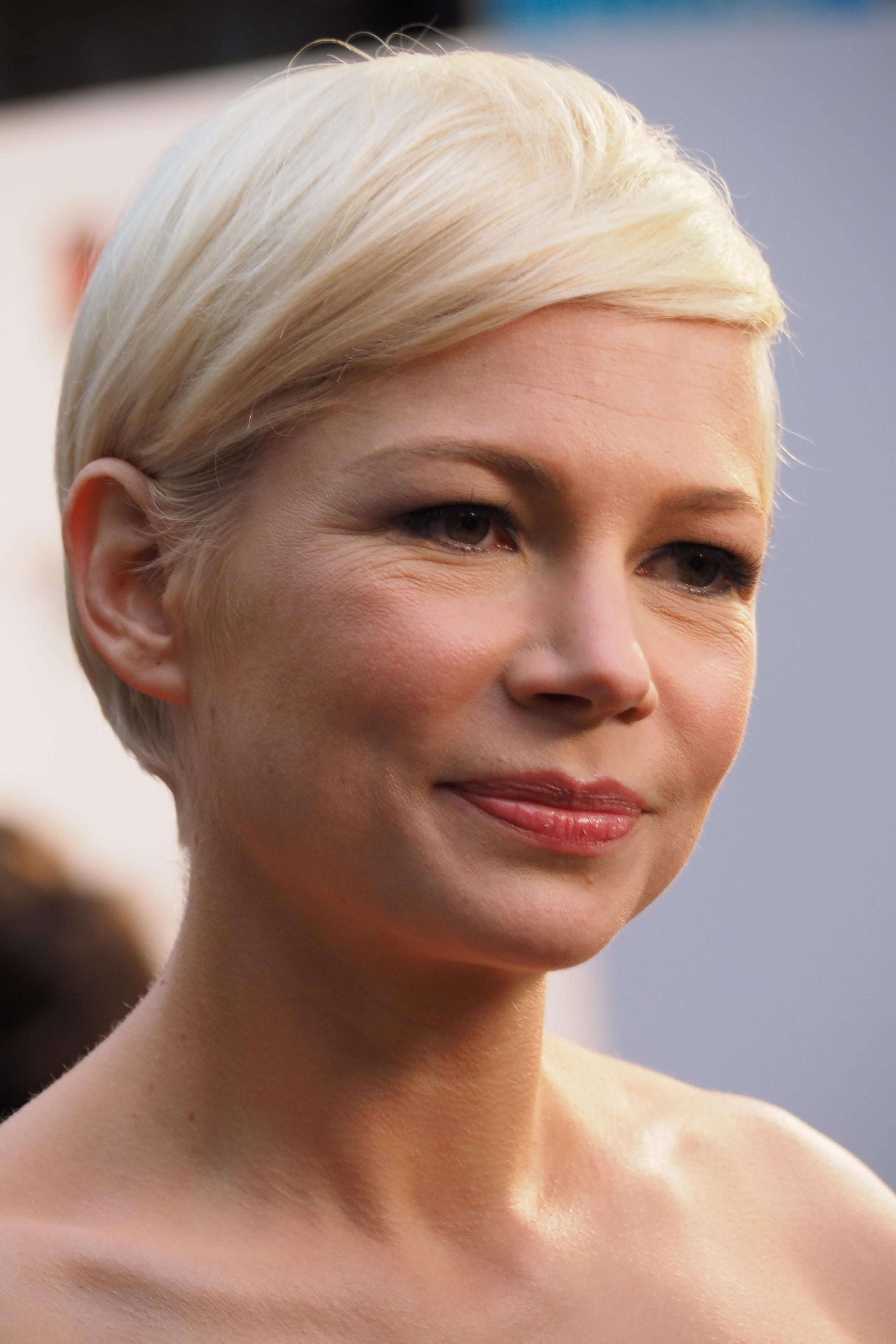
Williams en el estreno de Manchester by the Sea en 2016.

Williams hizo su debut en Broadway en el reestreno de Cabaret, protagonizando como Sally Bowles. La producción se abrió 24 de abril de 2014. Williams volvió al cine en 2016 con los papeles de reparto en los dramas, Certain Women y Manchester by the Sea. La primera marcó su tercera colaboración con Kelly Reichardt y contó tres narrativas interconectadas basadas en los cuentos de Maile Meloy. Al igual que en sus colaboraciones anteriores, la película presentó diálogos mínimos y requirió que Williams actuara a través de silencios. Para la preparación de su personaje de  Manchester by the Sea., visitó la ciudad de Mánchester entrevistando a madres trabajadoras y trabajó el dialecto gracias a una coach. Varios críticos elogiaron el monólogo culminante de Williams, en el que Randi se enfrenta a Lee, como el momento más destacado de la película; Justin Chang lo calificó como una "escena asombrosa que surge de la película como una pequeña aria de desamor". Gracias a dicho papel consiguió su cuarta nominación al Óscar.

### 2017–2025: Paso a la pequeña pantalla y éxitos comerciales
Tras una breve aparición en el drama Wonderstruck (2017) de Todd Haynes, Williams apareció en el musical The Greatest Showman. Inspirada en la creación del circo Barnum & Bailey de P. T. Barnum, la película la presentó como Charity, la esposa de Barnum (interpretada por Hugh Jackman). Además, participó en la banda sonora de la misma interpretando dos canciones. La película se convirtió en una de sus más exitosas, recaudando más de 434 millones de dólares en todo el mundo. El thriller policial de Ridley Scott, Todo el dinero del mundo (2017), fue el primer papel protagonista de Williams en una película desde 2013. Interpretó a Gail Harris, cuyo hijo, John Paul Getty III, es secuestrado para pedir un rescate.
En 2018, su primer papel cinematográfico del año fue como una ejecutiva arrogante pero insegura en la comedia I Feel Pretty, protagonizada por Amy Schumer, que satiriza los problemas de imagen corporal entre las mujeres. El papel cómico, que requería que hablara con voz aguda, llevó a Peter Debruge, de Variety, a calificarlo como "la actuación más divertida de su carrera". La película tuvo un modesto éxito de taquilla. En un esfuerzo continuo por explorar diferentes géneros, Williams interpretó a Anne Weying en la película de superhéroes Venom (2018), coprotagonizada por Tom Hardy como el antihéroe titular.
Williams regresó al Festival de Cine de Sundance en 2019 con After the Wedding, una nueva versión de la película danesa homónima de Susanne Bier, en la que ella y Julianne Moore interpretaron papeles interpretados por hombres en la original. Además, protagonizó la miniserie  de FX: Fosse/Verdon (2019), sobre la problemática relación personal y profesional entre Bob Fosse y Gwen Verdon. También se desempeñó como productora ejecutiva de la serie y se alegró de no tener que negociar para recibir el mismo salario que su coprotagonista Sam Rockwell. Ganó el premio Primetime Emmy y el Globo de Oro a la mejor actriz en una miniserie de televisión.
En 2021, Williams repitió el papel de Anne Weying en la película secuela Venom: Let There Be Carnage. Recibió críticas mixtas, pero recaudó más de 500 millones de dólares en todo el mundo. En su cuarta colaboración con Kelly Reichardt, Williams protagonizó el drama Showing Up (2022). Para su papel como escultora, siguió a la artista Cynthia Lahti. Más tarde, Williams protagonizó The Fabelmans (2022), la película semiautobiográfica de Steven Spielberg sobre su infancia, en la que interpretó a Mitzi Fabelman, un personaje inspirado en su madre.
Después de filmar The Fabelmans, Williams se tomó un descanso de dos años y medio de la actuación. En 2023, la cantante Britney Spears la contrató para narrar la versión en audiolibro de sus memorias The Woman in Me. Un recorte del audiolibro, en el que Williams imita a Justin Timberlake hablando en "blaccent", se volvió viral en las redes sociales. Regresó a la actuación con Dying for Sex (2025), una miniserie de FX basada en el pódcast del mismo nombre, sobre una mujer casada que comienza a explorar su sexualidad después de ser diagnosticada con cáncer terminal.

## Vida personal
Williams comenzó a salir con el actor australiano Heath Ledger, su coestrella en Brokeback Mountain, en 2004 después de reunirse en el set de su película. A finales de abril de 2005 la revista People informó por primera vez que Williams y Ledger estaban esperando un hijo juntos. En 2005, Williams dio a luz a su hija Matilda Rose Ledger. Durante el tiempo en que Williams y Ledger estuvieron juntos, tenían una vida de bajo perfil en Brooklyn, Nueva York. En septiembre de 2007, la pareja terminó amigablemente su relación de tres años.
Después de la muerte de Ledger por sobredosis accidental de medicamentos en enero de 2008, la actriz y su hija se convirtieron en un interés de los medios de comunicación y fueron seguidos a menudo por los paparazzi. Como resultado, Williams rara vez concedía entrevistas hasta a finales de 2009. El 1 de febrero de 2008, en su primera declaración pública tras la muerte de Ledger, Williams expresó su angustia y comentó que el espíritu de Ledger va a vivir en su hija, que se parece a él. Más tarde ese mismo mes asistió a sus memoriales y servicios funerarios.
Después de la muerte de Ledger, en 2009, Williams comenzó a salir con el director Spike Jonze. Los dos se separaron un año después. Williams mantuvo una relación sentimental, desde 2012, con el actor Jason Segel. En mayo de 2013 comenzó una relación con el artista Dustin Yellin, pero en mayo de 2014 la relación llegó a su fin.
En diciembre de 2019 anunció que estaba comprometida con el director Thomas Kail y que la pareja esperaba un hijo. El primer hijo de la pareja y el segundo de Williams, Hart, nació en junio de 2020. En mayo de 2022 se hizo público que estaba esperando su tercer hijo. En octubre de ese año nació el segundo hijo de la pareja y su tercer hijo en total.

## Filmografía

### Cine
| Año  | Título                                           | Personaje                           |
| ---- | ------------------------------------------------ | ----------------------------------- |
| 1994 | Lassie                                           | April Porter                        |
| 1995 | Species                                          | Joven Sil                           |
| 1995 | Timemaster                                       | Annie                               |
| 1996 | Mi hijo es inocente                              | Donna                               |
| 1997 | Killing Mr. Griffin                              | Maya                                |
| 1997 | A Thousand Acres                                 | Pammy                               |
| 1998 | Halloween H2O: Veinte años después               | Molly Cartwell                      |
| 1999 | Dick                                             | Arlene Lorenzo                      |
| 1999 | But I'm a Cheerleader                            | Kimberly                            |
| 2000 | If These Walls Could Talk 2                      | Linda                               |
| 2001 | Perfume                                          | Halley                              |
| 2001 | Me Without You                                   | Holly                               |
| 2001 | Prozac Nation                                    | Ruby                                |
| 2003 | The United States of Leland                      | Julie Pollard                       |
| 2003 | The Station Agent                                | Emily                               |
| 2004 | A Hole in One                                    | Anna Watson                         |
| 2004 | Tierra de abundancia                             | Lana                                |
| 2004 | Imaginary Heroes                                 | Penny Travis                        |
| 2005 | The Baxter                                       | Cecil Mills                         |
| 2005 | Brokeback Mountain                               | Alma del Mar                        |
| 2006 | The Hawk is Dying                                | Betty                               |
| 2006 | The Hottest State                                | Samantha                            |
| 2007 | I'm Not There                                    | Coco Rivington                      |
| 2008 | Incendiary                                       | Madre Joven                         |
| 2008 | Deception                                        | S                                   |
| 2008 | Wendy and Lucy                                   | Wendy                               |
| 2008 | Synecdoche, New York                             | Claire Keen                         |
| 2009 | Mamut                                            | Ellen Vidales                       |
| 2010 | Blue Valentine                                   | Cindy                               |
| 2010 | Shutter Island                                   | Dolores Chanal                      |
| 2010 | Meek's Cutoff                                    | Emily Tetherow                      |
| 2011 | Mi semana con Marilyn                            | Marilyn Monroe                      |
| 2011 | Take This Waltz                                  | Margot                              |
| 2013 | Oz the Great and Powerful                        | Annie/Glinda La bruja buena del sur |
| 2013 | Letters to Jackie: Remembering President Kennedy | Ella misma (voz)                    |
| 2014 | Suite francesa                                   | Lucille Angellier                   |
| 2016 | Manchester by the Sea                            | Randi                               |
| 2017 | El gran showman                                  | Charity Barnum                      |
| 2018 | Todo el dinero del mundo                         | Gail Harris                         |
| 2018 | I Feel Pretty                                    | Avery LeClaire                      |
| 2018 | Venom                                            | Anne Weying                         |
| 2019 | After the Wedding                                | Isabel                              |
| 2021 | Venom: Let There Be Carnage                      | Anne Weying                         |
| 2022 | Los Fabelman                                     | Mitzi Fabelman                      |

### Televisión
| Año       | Título                             | Personaje         | Notas                                |
| --------- | ---------------------------------- | ----------------- | ------------------------------------ |
| 1993      | Guardianes de la Bahía             | Bridget Bowers    | "Race Against Time: Part 1"          |
| 1994      | Los tuyos y los míos (paso a paso) | J.J               | "Something Wil"                      |
| 1995      | Raising Caines                     | Trish Caines      |                                      |
| 1995      | Mejorando la casa                  | Jessica Lutz      | "Wilson's Girlfriend"                |
| 1998-2003 | Dawson's Creek                     | Jen Lindley       | Elenco principal, serie de TV The CW |
| 2013      | Cougar Town                        | Hermana de Laurie | "Blue Sunday" // No acreditada       |
| 2019      | Fosse/Verdon                       | Gwen Verdon       | Miniserie de TV/Productora Ejecutiva |
| 2025      | Dying for Sex                      | Molly             | Miniserie de TV/Productora Ejecutiva |

### Teatro
| Año  | Título             | Personaje     | Notas                         | Ref.    |
| ---- | ------------------ | ------------- | ----------------------------- | ------- |
| 1999 | Killer Joe         | Dottie        | SoHo Playhouse                | [ 102 ] |
| 2002 | Smelling a Rat     | Melanie-Jane  | Samuel Beckett Theatre        | [ 103 ] |
| 2004 | The Cherry Orchard | Varya         | Williamstown Theatre Festival | [ 104 ] |
| 2014 | Cabaret            | Sally Bowles  | Studio 54, Broadway           | [ 105 ] |
| 2016 | Blackbird          | Una Spencer   | Belasco Theatre, Broadway     | [ 106 ] |
| 2025 | Anna Christie      | Anna Christie | St. Ann's Warehouse           | [ 107 ] |

### Audiolibro
| Año  | Título          | Personaje | Notas |
| ---- | --------------- | --------- | ----- |
| 2023 | The Woman in Me | Narradora |       |

### Vídeos
| Año  | Marca                              |
| ---- | ---------------------------------- |
| 2013 | Louis Vuitton: bolsos W y Capucine |

## Premios y nominaciones
Williams ha recibido cinco nominaciones al Premio Óscar: Mejor Actriz de Reparto por Brokeback Mountain (2005) y Manchester by the Sea (2016); y Mejor Actriz por Blue Valentine (2010), My Week with Marilyn (2011) y The Fabelmans (2022). Ganó el Globo de Oro a la mejor actriz - Comedia o musical por My Week with Marilyn (2011) y Globo de Oro a la mejor actriz de miniserie o telefilme por Fosse/Verdon (2019); ha sido nominada cinco veces más: Mejor Actriz en un Drama por Blue Valentine (2010), All the Money in the World (2017) y The Fabelmans (2022); y Globo de Oro a la mejor actriz de reparto por Brokeback Mountain (2005) y Manchester by the Sea (2016). Williams también ganó el premio Primetime Emmy a la mejor actriz - Miniserie o telefilme por Fosse/Verdon (2019) y recibió una nominación al Premio Tony a la mejor actriz principal en una obra de teatro por Blackbird.